# Allagi
Allagi  este un oraș în Grecia în Prefectura Messinia.